# Giovanni Caprara (giornalista)
Giovanni Caprara (Verona, 27 agosto 1948) è un giornalista italiano, editorialista scientifico del Corriere della Sera, saggista, storico della scienza e dello spazio.

## Biografia
Nato con la passione dello spazio, inizia a 15 anni a progettare e lanciare razzomodelli dalle campagne veronesi e a 17 fonda il GRS (Gruppo Ricerche Spaziali), associazione finalizzata alla costruzione e al lancio di piccoli razzi per lo studio dell'atmosfera, coordinando una rete di collaboratori in varie regioni italiane e in Svizzera. Nello stesso anno inizia a scrivere articoli scientifici per il quotidiano L'Arena di Verona, continuando durante l'università. 
Dopo gli studi in ingegneria al Politecnico di Milano, Giovanni si dedica a tempo pieno al giornalismo scientifico, entrando nel 1979 nella redazione scientifica del Corriere della Sera. Nel 2002 il direttore del Corriere Ferruccio de Bortoli lo nomina redattore capo responsabile delle pagine della scienza. Dal 2013 è editorialista scientifico del Corriere della Sera. 
Oltre che per Il Corriere ha scritto per altre testate tra cui El País e Aviation Week and Space technology, la più importante rivista internazionale in ambito aerospaziale.
Nel 1984 pubblica il suo primo saggio, Il libro dei voli spaziali, a cui ne seguiranno un'altra trentina di cui cinque tradotti in inglese, in francese e in spagnolo e distribuiti in tutta Europa e negli USA.  Il nuovo sistema solare, pubblicato da Mondadori, è firmato insieme a Margherita Hack.
È curatore di diverse mostre a Milano, tra cui "Universi paralleli" (SMAU), "Mondospazio" (Museo nazionale della scienza e della tecnologia Leonardo da Vinci), "Segni e sogni della Terra-Osservazione della Terra dallo spazio" (Palazzo Reale). Nel 2015 cura la nascita della nuova sezione permanente "Spazio" al Museo della Scienza e della Tecnologia di Milano.
Dal 2010 è presidente dell'UGIS, Unione Giornalisti Italiani Scientifici, fondata a Milano nel 1966.
Dal 2021 è direttore scientifico del Festival della scienza e dell'innovazione di Padova e membro della giuria del Premio Galileo per la divulgazione scientifica dell'Università di Padova e del Comune di Padova. 
Tra le numerose interviste di Giovanni ai grandi della scienza e della tecnologia, ci sono numerosi Premi Nobel, Wernher von Braun e gli astronauti sbarcati sulla Luna, a cominciare da Neil Armstrong. Ma anche i cosmonauti russi Valentina Tereskova e Alexej Leonov, il primo pedone spaziale. Nel 2006 intervistava l'astrofisico britannico Stephen Hawking.
Dal 2020 è membro dell'History Committee dell'International Academy of Astronautics.

## Opere
- Il libro dei voli spaziali (Vallardi, 1984) vincitore del Premio aeronautico dell'anno, ISBN 9788811924272
- Verso lo spazio (Mondadori, 1985), ISBN 9788804447719
- The Complete Encyclopedia of Space Satellites, Portland House-Crown Publisher, New York 1986, pubblicato in Spagna con Editore Anaya, ISBN 9780517617762
- La stella Italsat (Ervin 1990)
- Armi intelligenti (Rizzoli 1991), ISBN 9788817841252
- L'Italia nello spazio (Levi Editore 1992)
- Alla scoperta del sistema solare (con Margherita Hack e Alessandro Braccesi (astronomo) Mondadori 1993) ISBN 8804355433, ISBN 9788804355434, Vincitore del Premio Europeo Cortina-Ulisse, Varie edizioni italiane, inglesi e francesi
- Breve storia delle grandi scoperte scientifiche (Bompiani 1998 - nuova edizione 2021)
- Abitare lo spazio (Mondadori, 1999 - edizione inglese Firefly Books Ltd. Canada, 2000)
- Tutto Sistema Solare (Mondadori, 2001 - edizione inglese Firefly Books Ltd.Canada, 2002)
- Luigi Gussalli, pioniere dello spazio (Fondazione Civiltà Bresciana, 2001)
- Spazio, Base Europa: L'utilizzazione della stazione spaziale (DeAgostini, 2001, ESA - European Space Agency, 2003 edizione inglese)
- La scienza divertente (Con L.Belloni, Rizzoli-Bur, 2002)
- La conquista di Marte (DeAgostini, 2002)
- Dallo spazio per la Terra (DeAgostini, 2003)
- In viaggio tra le stelle (Boroli Editore, 2005)
- Più lontano nello spazio: La storia di Giuseppe Colombo (Sperling & Kupfer, 2006 con edizione inglese)
- Era spaziale: la scoperta dello spazio dallo Sputnik al viaggio verso Marte (Mondadori, 2007)
- Scienziati: grandi uomini e scoperte da Pitagora a Internet (Bolis Edizioni, 2008)
- Una freccia verso il Sole (Università di Padova, 2009)
- L'avventura della scienza: sfide, invenzioni e scoperte nelle pagine del Corriere della Sera (Rizzoli, 2009)
- Lo spazio, il quarto ambiente: storia di Luigi Gerardo Napolitano, pioniere della microgravità (Il Sole 24 Ore, 2010)
- Space Exploration and Humanity (coautore) – American Astronautical Society – A Historical Encyclopedia – (ABC-Clio, Usa, 2010)
- Dallo spazio alla terra: una storia di uomini e tecnologie (Mondadori Electa, 2011)
- L'Italia sullo shuttle (Mondadori, 2012)
- Storia italiana dello spazio (Bompiani, 2012 e 2019), Premio dell'Aeronautica Militare (Edizione inglese Nature-Springer 2020)
- Meraviglie sotterranee (Coautore Elena Bauer, Touring Club Italiano, 2016)
- Rosso Marte (Utet, 2016)
- Oltre il cielo (Hoepli, 2019)
- Breve storia dello spazio (Salani, 2021)

## Premi e riconoscimenti
- 2016: Premio per la comunicazione scientifica della Società Italiana di Fisica
- 2014: Cavaliere Ordine al Merito della Repubblica Italiana
- 2010: European Science Writers Awards assegnato dalla Euroscience Foundation
- 2002: Premio giornalistico per la divulgazione scientifica Voltolino
- 2000: Il Minor Planet Center dell'International Astronomical Union all'Harvard-Smithsonian Astrophysical Observatory ha assegnato a Giovanni Caprara l'asteroide 10928 Caprara in orbita tra Marte e Giove in riconoscimento dell'attività di divulgazione astronomica e spaziale
- 2000: Premio "ConScientia" (giornalista scientifico dell'anno) assegnato congiuntamente dalle Università milanesi: Statale, Bocconi, Politecnico, Cattolica.
- 1984: Primo Premio Glaxo-CEE per la divulgazione scientifica